# 斯維季夫希納
50°37′55″N 33°35′42″E / 50.63194°N 33.59500°E
斯維季夫什奇納（烏克蘭語：Світівщина）是位於烏克蘭東北部的村莊，由蘇梅州羅姆內區的安德里亞希夫卡市鎮負責管轄。該村處於列翁季夫卡和波皮夫希納 (羅姆內區)之間，海拔高度158米，2001年人口32。